# K. J. McDaniels
Pour les articles homonymes, voir McDaniels.
K. J. McDaniels, né le 9 février 1993 à Birmingham, Alabama (États-Unis), est un joueur américain de basket-ball. Il évolue au poste d'arrière.

## Biographie

### Carrière universitaire
En 2011, il rejoint les Tigers de Clemson en NCAA.
En 2014, il est nommé meilleur défenseur de l'ACC.

### Carrière professionnelle

#### 76ers de Philadelphie (2014-fév.2015)
McDaniels est choisi en 32e place par les 76ers de Philadelphie lors de la Draft 2014 de la NBA.

#### Rockets de Houston (2015-fév.2017)
Le 19 février 2015, il est transféré à Houston en échange d'Isaiah Canaan et un second tour de draft, au terme d'une courte saison où McDaniels cumule 9,3 points, 3,8 rebonds et 1,3 passe décisive par match. Il se fait notamment remarquer pour ses dunks assez spectaculaires et est donc régulièrement présent dans les vidéos "Top 10 Plays" de la journée en NBA.
Le 19 juillet 2015, il prolonge aux Rockets pour dix millions de dollars sur trois ans.
Entre le 11 novembre 2015 et le 5 mars 2016, il est envoyé plusieurs fois en G-League chez les Vipers de Rio Grande Valley.

#### Nets de Brooklyn (fév.-juil.2017)
Le 23 février 2017, il est transféré aux Nets de Brooklyn en échange d'une somme d'argent.

#### Drive de Grand Rapids (2017-2018)
Le 22 août 2017, McDaniels signe avec les Raptors de Toronto. Le 22 octobre 2017, avant le début de la saison 2017-2018, il est libéré par les Raptors.
Le 13 décembre 2017, il rejoint le Drive de Grand Rapids en G-League.

#### Blue d'Oklahoma City (2018-2019)
En juillet 2018, McDaniels joue pour les Trail Blazers de Portland durant la NBA Summer League 2018 et est nommé MVP du tournoi à Las Vegas.
Le 23 septembre 2018, McDaniels signe avec le Thunder d'Oklahoma City. Le 10 octobre 2018, McDaniels est libéré par le Thunder. 
Le 23 octobre 2018, il est ajouté au camp d'entraînement du Blue d'Oklahoma City, l'équipe de G-League du Thunder.
Pour son premier match avec le Blue, McDaniels marque 10 points et prend trois rebonds en 27 minutes de jeu dans la victoire 124 à 89 contre les Kings de Stockton. Le 4 novembre, McDaniels marque 21 points et prend huit rebonds dans la victoire 128 à 118 contre les Clippers d'Agua Caliente.

## Clubs successifs
- 2010-2014 :  Tigers de Clemson (NCAA).
- 2014-Fév. 2015 :  76ers de Philadelphie (NBA).
- Fév. 2015-Fév. 2017 :  Rockets de Houston (NBA).
- 2017-2018 :  Drive de Grand Rapids (G-League).
- 2018-2019 :  Blue d'Oklahoma City (G-League).

## Statistiques

### Universitaires
Les statistiques en matchs universitaires de K. J. McDaniels sont les suivantes :
| Saison    | Équipe            | Matchs | Titul. | Min./m | % Tir | % 3pts | % LF | Rbds/m. | Pass/m. | Int/m. | Ctr/m. | Pts/m. |
| --------- | ----------------- | ------ | ------ | ------ | ----- | ------ | ---- | ------- | ------- | ------ | ------ | ------ |
| 2011-2012 | Tigers de Clemson | 30     | 1      | 10,1   | 45,4  | 28,0   | 57,9 | 1,83    | 0,23    | 0,33   | 0,67   | 3,90   |
| 2012-2013 | Tigers de Clemson | 28     | 25     | 27,5   | 43,3  | 33,3   | 68,4 | 5,00    | 0,75    | 1,14   | 2,07   | 10,86  |
| 2013-2014 | Tigers de Clemson | 36     | 35     | 33,7   | 46,0  | 30,1   | 84,2 | 7,11    | 1,58    | 1,14   | 2,69   | 17,04  |
| Total     |                   | 94     | 61     | 24,3   | 45,1  | 31,3   | 76,7 | 4,80    | 0,90    | 0,88   | 1,86   | 11,01  |

### Professionnelles

#### Saison régulière
| Saison    | Équipe       | Matchs | Titul. | Min./m | % Tir | % 3pts | % LF | Rbds/m. | Pass/m. | Int/m. | Ctr/m. | Pts/m. |
| --------- | ------------ | ------ | ------ | ------ | ----- | ------ | ---- | ------- | ------- | ------ | ------ | ------ |
| 2014-2015 | Philadelphie | 52     | 15     | 25,4   | 39,9  | 29,3   | 75,6 | 3,75    | 1,35    | 0,85   | 1,31   | 9,15   |
| 2014-2015 | Houston      | 10     | 0      | 3,3    | 33,3  | 0,0    | 50,0 | 0,50    | 0,20    | 0,00   | 0,20   | 1,10   |
| 2015-2016 | Houston      | 37     | 1      | 6,4    | 40,3  | 28,0   | 80,0 | 1,14    | 0,27    | 0,19   | 0,16   | 2,41   |
| 2016-2017 | Houston      | 29     | 0      | 7,3    | 45,6  | 33,3   | 90,0 | 1,03    | 0,14    | 0,24   | 0,28   | 2,76   |
| 2016-2017 | Brooklyn     | 20     | 0      | 14,7   | 45,5  | 28,2   | 82,1 | 2,60    | 0,45    | 0,60   | 0,50   | 6,30   |
| Total     | Total        | 148    | 16     | 14,1   | 41,2  | 29,0   | 77,6 | 2,19    | 0,64    | 0,47   | 0,64   | 5,28   |

Mise à jour le 13 avril 2023

#### Playoffs
| Saison | Équipe  | Matchs | Titul. | Min./m | % Tir | % 3pts | % LF | Rbds/m. | Pass/m. | Int/m. | Ctr/m. | Pts/m. |
| ------ | ------- | ------ | ------ | ------ | ----- | ------ | ---- | ------- | ------- | ------ | ------ | ------ |
| 2016   | Houston | 4      | 0      | 8,4    | 30,8  | 33,3   | 0,0  | 1,75    | 0,25    | 0,00   | 0,75   | 2,25   |
| Total  | Total   | 4      | 0      | 8,4    | 30,8  | 33,3   | 0,0  | 1,75    | 0,25    | 0,00   | 0,75   | 2,25   |

Mise à jour le 30 avril 2023

## Records en NBA
Les records personnels de K. J. McDaniels, officiellement recensés par la NBA sont les suivants :
| Type de statistique        | Saison régulière | Saison régulière            | Saison régulière  | Playoffs | Playoffs                   | Playoffs      |
| Type de statistique        | Record           | Adversaire                  | Date              | Record   | Adversaire                 | Date          |
| -------------------------- | ---------------- | --------------------------- | ----------------- | -------- | -------------------------- | ------------- |
| Points                     | 21               | Mavericks de Dallas         | 29 novembre 2014  | 4        | @ Warriors de Golden State | 16 avril 2016 |
| Paniers marqués            | 8                | Mavericks de Dallas         | 29 novembre 2014  | 2        | @ Warriors de Golden State | 16 avril 2016 |
| Paniers tentés             | 17               | Mavericks de Dallas         | 29 novembre 2014  | 9        | @ Warriors de Golden State | 16 avril 2016 |
| Paniers à 3 points réussis | 3                | 2 fois                      | 2 fois            | 1        | @ Warriors de Golden State | 18 avril 2016 |
| Paniers à 3 points tentés  | 9                | @ Timberwolves du Minnesota | 3 décembre 2014   | 1        | 3 fois                     | 3 fois        |
| Lancers francs réussis     | 6                | 3 fois                      | 3 fois            | -        | -                          | -             |
| Lancers francs tentés      | 8                | 2 fois                      | 2 fois            | -        | -                          | -             |
| Rebonds offensifs          | 9                | Mavericks de Dallas         | 29 novembre 2014  | 1        | @ Warriors de Golden State | 27 avril 2016 |
| Rebonds défensifs          | 8                | Spurs de San Antonio        | 1er décembre 2014 | 4        | @ Warriors de Golden State | 16 avril 2016 |
| Rebonds totaux             | 13               | Mavericks de Dallas         | 29 novembre 2014  | 4        | @ Warriors de Golden State | 16 avril 2016 |
| Passes décisives           | 5                | Raptors de Toronto          | 23 janvier 2015   | 1        | @ Warriors de Golden State | 27 avril 2016 |
| Interceptions              | 3                | 4 fois                      | 4 fois            | -        | -                          | -             |
| Contres                    | 4                | 5 fois                      | 5 fois            | 2        | @ Warriors de Golden State | 16 avril 2016 |
| Balles perdues             | 5                | 2 fois                      | 2 fois            | -        | -                          | -             |
| Minutes jouées             | 36               | @ Timberwolves du Minnesota | 3 décembre 2014   | 20       | @ Warriors de Golden State | 16 avril 2016 |

- Double-double : 1 (au 26/02/2017).
- Triple-double : aucun.

## Palmarès
- ACC Defensive Player of the Year (2014)
- First team All-ACC (2014)